# Željeznica Crne Gore

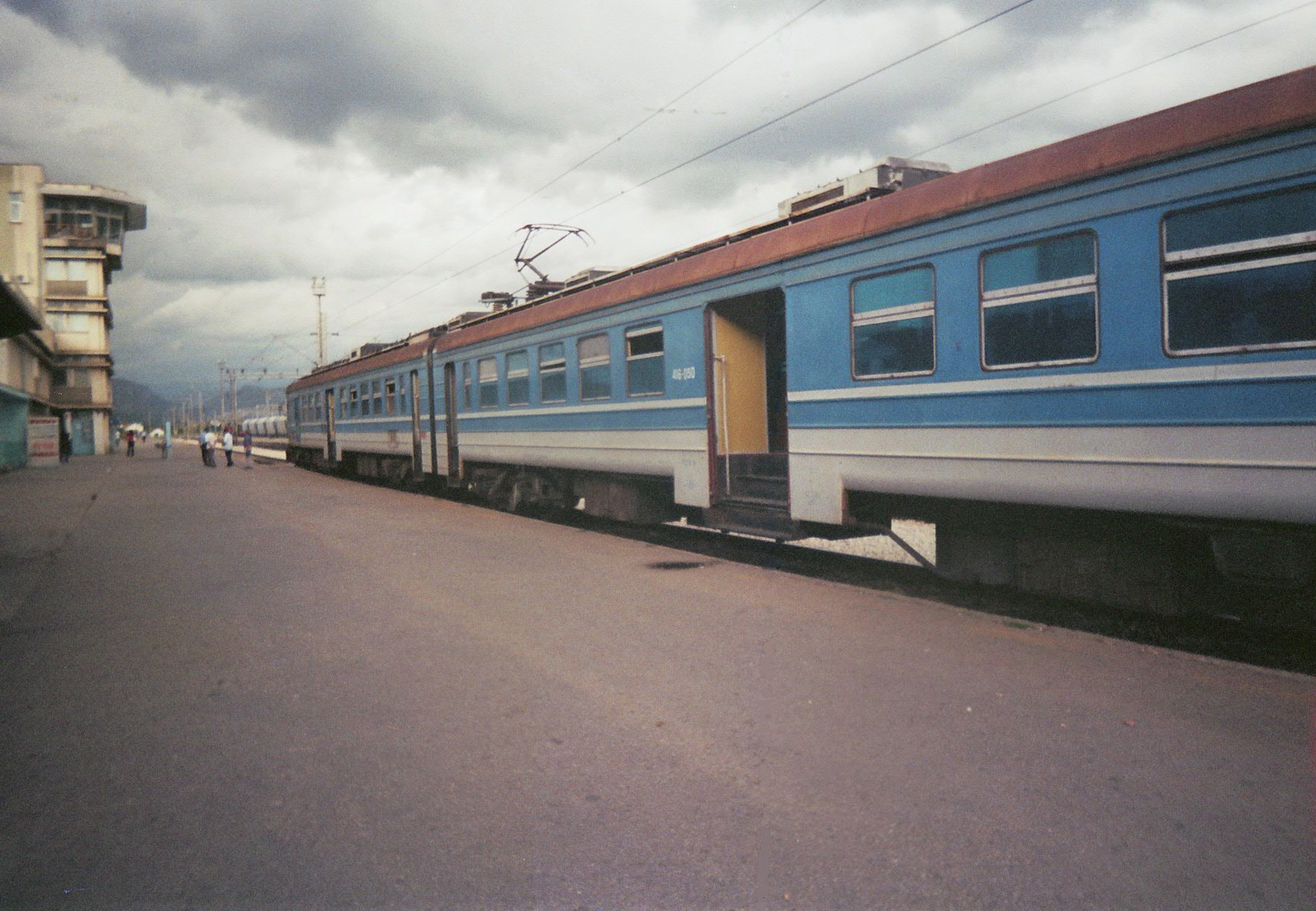
Pociąg Kolei Czarnogórskich

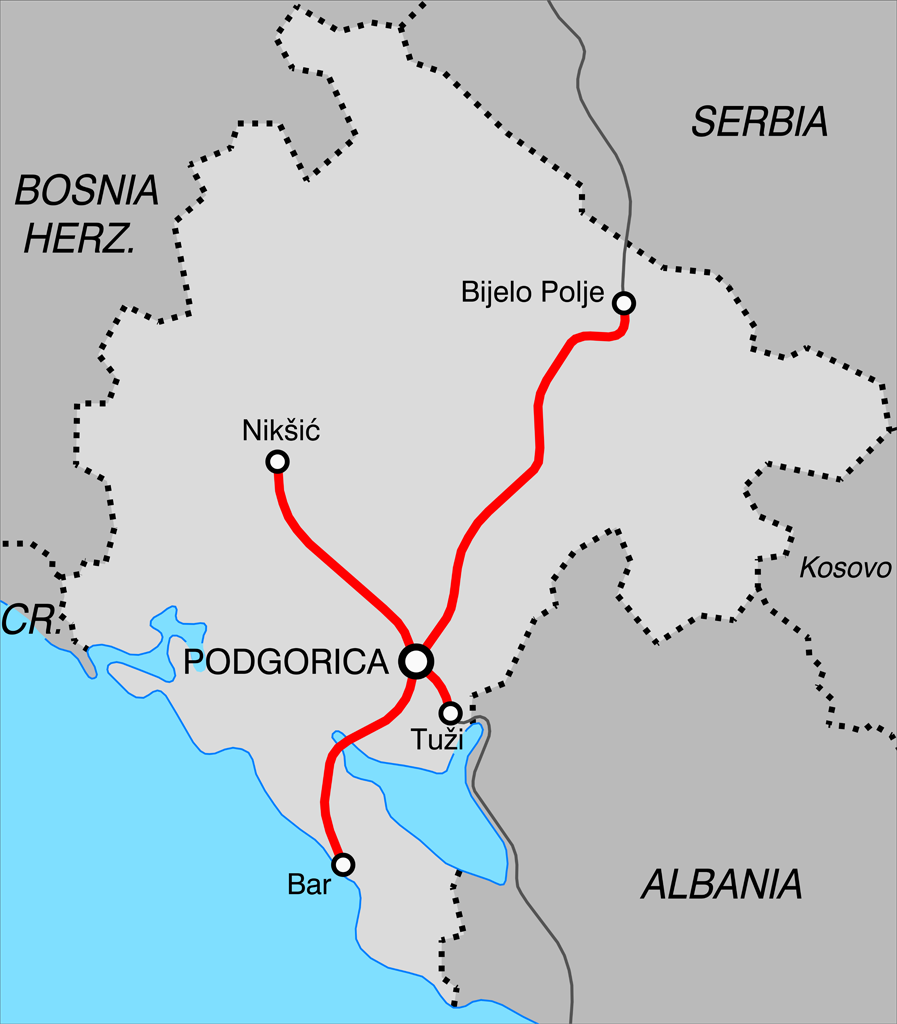
Sieć Kolei Czarnogórskich

Željeznica Crne Gore (ŽCG) – narodowy przewoźnik kolejowy Czarnogóry. Spółka powstała w 2006 po rozpadzie Serbii i Czarnogóry. Sieć kolejowa składa się z 250 km torów o rozstawie 1435 mm, z czego 162 jest zelektryfikowana.